# Championnat de Tunisie masculin de basket-ball 2019-2020
Navigation
Saison précédente Saison suivante
La saison 2019-2020 du championnat de Tunisie masculin de basket-ball est la 65e édition de la compétition.

## Clubs participants
| Club                            | Classement 2019-2020 | Entraîneur            | Stade                                 | Capacité théorique | Ville       |
| ------------------------------- | -------------------- | --------------------- | ------------------------------------- | ------------------ | ----------- |
| Union sportive monastirienne    | 1er                  | Miodrag Perišić       | Salle omnisports Mohamed-Mzali        | 4 070              | Monastir    |
| Étoile sportive de Radès        | 2e                   | Amine Rzig            | Salle Taoufik-Bouhima                 | 3 000              | Radès       |
| Jeunesse sportive kairouanaise  | 3e                   |                       | Salle omnisports de Kairouan          | 3 000              | Kairouan    |
| Étoile sportive du Sahel        | 4e                   | Dimitris Papadopoulos | Salle olympique de Sousse             | 3 200              | Sousse      |
| Club africain                   | 5e                   | Mário Palma           | Salle Chérif-Bellamine                | 2 100              | Tunis       |
| Stade nabeulien                 | 6e                   |                       | Salle Bir Challouf                    | 5 000              | Nabeul      |
| Dalia sportive de Grombalia     | 7e                   | Safouane Ferjani      | Salle omnisports de Grombalia         | 1 400              | Grombalia   |
| Association sportive d'Hammamet | 8e                   |                       | Salle d'Hammamet                      | 2 500              | Hammamet    |
| ES Goulettoise                  | 9e                   |                       | Salle couverte de La Goulette-Le Kram | 1 800              | La Goulette |
| Jeunesse sportive d'El Menzah   | 10e                  |                       | Palais des sports d'El Menzah         | 4 500              | El Menzah   |
| Club athlétique bizertin        | Nationale B          |                       | Salle El Fatnassi                     | 2 000              | Bizerte     |
| Stade gabésien                  | Nationale B          |                       | Salle omnisports de Gabès             | 1 800              | Gabès       |

- Promu de la Nationale B

| \| CA SN ASH CAB ESS USMO JSK DSG SG ESR \| Localisation des clubs engagés dans le championnat. |
| CA SN ASH CAB ESS USMO JSK DSG SG ESR                                                           |

## Compétition

### Première phase
| Légende :                                                           |
| - Qualification pour les play-off - Qualification pour les play-out |
| T : Tenant du titre                                                 |
| F : Finaliste du championnat 2018-2019                              |
| P : Promu de la Nationale B 2018-2019                               |
| C : Vainqueur de la coupe de Tunisie 2018-2019                      |
| 0                                                                   |

#### Groupe A
| Rang | Équipe           | %   | J | G | P | Pp  | Pc  | Diff |
| ---- | ---------------- | --- | - | - | - | --- | --- | ---- |
| 1    | US Monastir T    | 100 | 8 | 8 | 0 | 613 | 440 | 173  |
| 2    | Club africain    | 75  | 8 | 6 | 2 | 467 | 384 | 83   |
| 3    | ES Sahel         | 63  | 8 | 5 | 3 | 601 | 567 | 34   |
| 4    | ES Goulettoise   | 50  | 8 | 4 | 4 | 524 | 577 | -53  |
| 5    | Stade nabeulien  | 25  | 8 | 2 | 6 | 518 | 556 | -38  |
| 6    | Stade gabésien P | 0   | 8 | 0 | 8 | 560 | 759 | -199 |

#### Groupe B
| Rang | Équipe       | %  | J  | G | P  | Pp  | Pc  | Diff |
| ---- | ------------ | -- | -- | - | -- | --- | --- | ---- |
| 1    | ES Radès C   | 90 | 10 | 9 | 1  | 687 | 550 | 137  |
| 2    | JS Kairouan  | 78 | 9  | 7 | 3  | 653 | 487 | 166  |
| 3    | DS Grombalia | 70 | 10 | 7 | 3  | 695 | 595 | 100  |
| 4    | AS Hammamet  | 40 | 10 | 4 | 6  | 611 | 623 | -12  |
| 5    | JS Menzah    | 30 | 10 | 3 | 7  | 615 | 717 | -102 |
| 6    | CA Bizerte   | 0  | 10 | 0 | 10 | 370 | 659 | -289 |